# 四日市市立三重平中学校
四日市市立三重平中学校（よっかいちしりつ みえだいらちゅうがっこう）は、三重県四日市市にある公立中学校。

## 沿革
- 1977年（昭和52年）4月 - 四日市市立大池中学校及び四日市市立三滝中学校から分離し、開校。
- 1977年（昭和52年）5月 - 開校式を挙行。生徒数308名、9クラス、職員21名。
- 1979年（昭和54年）3月 - 新校舎完成。
- 1986年（昭和61年）4月 - 障害児学級新設。

## 通学区域
四日市市立三重西小学校校区の全域と四日市市立神前小学校校区の一部。当校は三重団地内に位置するが、団地外からも通学がある。
- 四日市市
  - 三重1丁目 - 9丁目、南坂部町、尾平町、生桑町（一部）、曽井町、尾平町上名ヶ丘

## 周辺
- 四日市市立三重西小学校
- 四日市三重団地簡易郵便局

## アクセス
- 三重交通バス 三重8丁目にて下車
- 国道365号（生桑街道） 坂部から三重団地に入る